# Magnolia decidua
Magnolia decidua är en magnoliaväxtart som först beskrevs av Q.Y.Zheng, och fick sitt nu gällande namn av Venkatachalam Sampath Kumar. Magnolia decidua ingår i släktet Magnolia och familjen magnoliaväxter. Inga underarter finns listade i Catalogue of Life.